# Мельник (округ)
Мельник (чеськ. Okres Mělník) — один з 12 округів Середньочеського краю Чеської Республіки. Адміністративний центр — місто Мельник. Площа округу — 701,08 кв. км., населення становить 105 594 осіб. В окрузі налічується 69 населених пунктів, в тому числі 7 міст і 1 містечко.